# Rożental (gromada w powiecie nowomiejskim)
Rożental – dawna gromada, czyli najmniejsza jednostka podziału terytorialnego Polskiej Rzeczypospolitej Ludowej w latach 1954–1972.
Gromady, z gromadzkimi radami narodowymi (GRN) jako organami władzy najniższego stopnia na wsi, funkcjonowały od reformy reorganizującej administrację wiejską przeprowadzonej jesienią 1954 do momentu ich zniesienia z dniem 1 stycznia 1973, tym samym wypierając organizację gminną w latach 1954–1972.
Gromadę Rożental z siedzibą GRN w Rożentalu utworzono – jako jedną z 8759 gromad na obszarze Polski – w powiecie nowomiejskim w woj. olsztyńskim na mocy uchwały nr 20 WRN w Olsztynie z dnia 4 października 1954. W skład jednostki weszły obszary dotychczasowych gromad Rożental, Zielkowo, Gierłoż Polska, Pomierki i Grabowo ze zniesionej gminy Rożental w tymże powiecie. Dla gromady ustalono 21 członków gromadzkiej rady narodowej.
31 grudnia 1961 do gromady Rożental włączono wieś Wałdyki ze zniesionej gromady Złotowo oraz wieś Kazanice ze zniesionej gromady Byszwałd w tymże powiecie.
Gromada przetrwała do końca 1972 roku, czyli do kolejnej reformy gminnej.